# Centistes choui
Centistes choui  (лат.) — вид паразитических наездников из семейства Braconidae. Восточная Азия: Тайвань, Южная Корея (Kyongnam, Chinju-shi, Kajwadong; Kyongsangnam-do).

## Описание
Длина от 2,7 до 5,0 мм. Основная окраска тела красновато-коричневая. Усики тонкие, нитевидые, состоят из 28-31 члеников. Голова поперечная, примерно в 2 раза шире своей средней длины. Нижнечелюстные щупики состоят из 5 члеников, а нижнегубные — из 3. Переднее крыло в 2,6-2,7 раза длиннее своей ширины. Нотаули на мезоскутуме отсутствуют. Вид был впервые описан в 2000 году российским гименоптерологом Сергеем Белокобыльским (ЗИН РАН, Санкт-Петербург) вместе с видами Mama mariae (Россия, Япония) и Centistes malaisei (Мьянма). Видовое название C. choui дано в честь энтомолога Dr Liang-yih Chou, специалиста по наездникам-браконидам.